# 尚帕尼
尚帕尼（法語：Champagny，法語發音：[ʃɑ̃paɲi]）是法国科多尔省的一个市镇，位于该省中部，属于第戎区。

## 地理
尚帕尼（47°27'26"N, 4°45'49"E）面积7.12 平方千米，位于法国勃艮第-弗朗什-孔泰大區科多尔省，该省份为法国中东部省份，北起奥布省，西接涅夫勒省和约讷省，南至索恩-卢瓦尔省，东南接汝拉省，东临上索恩省，东北部与上马恩省接壤。
与尚帕尼接壤的市镇（或旧市镇、城区）包括：伊尼翁河畔蓬塞、圣塞纳拉拜、沃索勒、布利尼勒塞克。

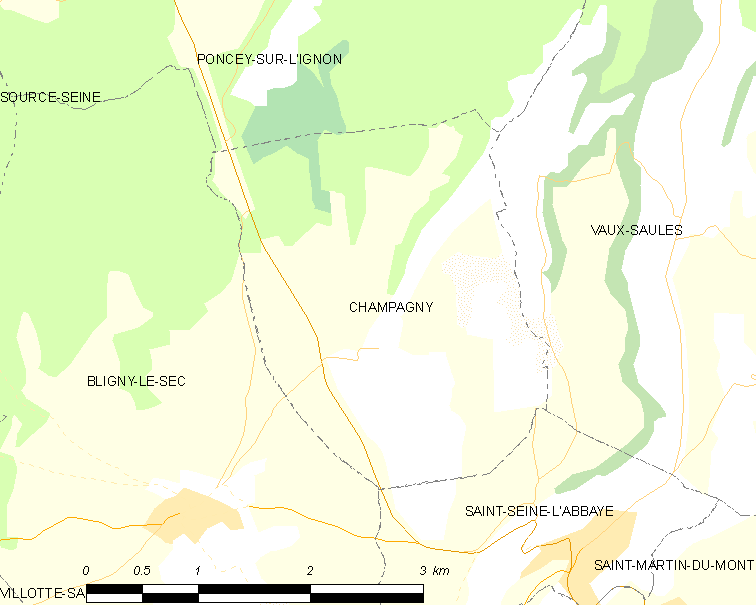
尚帕尼的OSM定位图

尚帕尼的时区为UTC+01:00、UTC+02:00（夏令时）。

## 行政
尚帕尼的邮政编码为21440，INSEE市镇编码为21136。

## 政治
尚帕尼所属的省级选区为方丹莱第戎县。

## 人口

1962-2008年间尚帕尼人口变化图示

尚帕尼于2022年1月1日时的人口数量为27人。